# Rolf Leue
Rolf Leue (* 16. Januar 1933; † 27. Dezember 2024) war ein deutscher Kanute. Er war mehrfacher DDR-Meister.

## Leben
Leue lebte in Magdeburg und interessierte sich früh für den Kanusport. Als 15-Jähriger fuhr er 1948 gemeinsam mit seinem Freund Otto Gandree, später ebenfalls DDR-Meister, in einem zum Boot umgebauten Aluminium-Flugzeugtank, der von Flugzeugen der United States Army Air Forces im Zweiten Weltkrieg abgeworfen worden war, auf der Elbe. Die Konstruktion sank in der Nähe des Mönchsgrabens, beide Insassen konnten jedoch unverletzt entkommen.
Im organisierten Sport betätigte sich Leue dann in der im Magdeburger Stadtteil Fermersleben ansässigen Sektion Kanu der Betriebssportgemeinschaft Buckau-Wolf, der späteren BSG Stahl Süd Magdeburg bzw. BSG Motor Südost Magdeburg. Trainer war Walter Rehkuh. 1950 wollten er gemeinsam mit Gandree im Zweier-Canadier bei den DDR-Meisterschaften in Pirna starten. Ein selbst gebautes Holzboot wurde jedoch, wohl weil es zu leicht gebaut war, nicht zugelassen. Mit einem geliehenen Boot erreichten beide Sportler noch den Endlauf.
Bei der DDR-Meisterschaft 1951 in Leipzig wurde Leue gemeinsam mit Gerhard Hölzke DDR-Jugendmeister über 500 Meter im Zweier-Kajak. 1954 gelang den beiden bei den DDR-Meisterschaften in Berlin-Grünau der Sieg im Zweier-Canadier über 10.000 Meter. 1955 konnten Leue und Hölzke den DDR-Meistertitel über 1000 und 10.000 Meter. Gleiches gelang auch 1956 in Neuruppin.
Leue heiratete die erfolgreiche Kanutin Sigrid Leue, geborene Schnabel. 1958 wurde sein Sohn Eckhard Leue geboren, der später ebenfalls ein erfolgreicher Kanute wurde. Auch seine Enkel Friederike Leue und Erik Leue sind bekannte Kanusportler.
Rolf Leue gehörte 1957 zur Mannschaft seines Vereins, als dieser die damalige Königsklasse des DDR-Kanu-Rennsports, den Zehner-Kanadier über 1000 Meter während der DDR-Meisterschaft gewann. Gemeinsam mit Hölzke holte er auch den Titel im Zweier-Canadier über 1000 Meter. 1958 gewann das Team Leue/Hölzke wieder den Meistertitel über 1000 und 10.000 Meter. 1959 und 1960 erreichten beide nur noch den 2. Platz über 1000 Meter.